# Don't Stop Me Now
"Don't Stop Me Now" je singl britanskog rock sastava "Queen" kojeg je napisao Freddie Mercury. Pjesma je objavljena na albumu Jazz iz 1978. godine.
Singl je objavljen 26. siječnja 1979. godine. Na "B" strani nalaze se Deaconova "In Only Seven Days" i Taylorova "More of That Jazz".
Singl se popeo na 9. mjesto top ljestvice singlova u UK, dok se u SADu popeo tek na mjesto broj 86. Pjesma je snimljena tijekom srpnja i kolovoza 1978. godine u studiju "Super Bear", Nica, Francuska.

## Zanimljivosti
Pjesma se pojavljuje u mnogim filmovima, TV serijama i reklamama, te su je obradili razni glazbenici.

## Vanjske poveznice
- Tekst pjesme "Don't Stop Me Now"